# Chris Masoe

a Compétitions nationales et continentales officielles uniquement.

b Matchs officiels uniquement.
Dernière mise à jour le 27 mai 2017.
Matemini Christopher "Chris" Masoe, né le 1er mai 1979 à Savai'i (Samoa), est un joueur et entraîneur de rugby à XV évoluant au poste de troisième ligne. International néo-zélandais de 2005 à 2007, il remporte deux éditions du Tri-nations, en 2006 et 2007. Après sa carrière en Nouvelle-Zélande, il rejoint la France, évoluant d'abord avec le Castres olympique pendant quatre saisons, puis avec le Rugby club toulonnais pendant trois saisons avant de terminer sa carrière au Racing 92 de 2015 à 2017.

## Biographie

### Carrière
En novembre 2005, il obtient sa première sélection avec l'équipe de Nouvelle-Zélande à l'occasion d'une tournée en Europe. Il est titularisé lors du test face au pays de Galles, puis face à l'Angleterre.
Il est de nouveau sélectionné l'année suivante, d'abord face à l'Argentine, puis lors du Tri-nations, compétition remportée par les All Blacks et où il participe à cinq tests, avec une seule titularisation face aux Springboks. Comme la saison précédente, il est présent lors de la tournée de novembre en Europe, disputant deux tests, face à l'Angleterre et la France.
Il retrouve ce dernier adversaire en juin 2007. Les Français se rendent en tournée en Nouvelle-Zélande, disputant deux tests. Lors de celle-ci, il est victime d'un plaquage de Sébastien Chabal qui fait le tour des écrans de télévision du monde entier. Sous l'effet de la puissance du plaquage, sa tête heurte violemment le sol, ce qui a pour conséquence de le mettre KO. Après une rencontre contre le Canada, il dispute deux rencontres du Tri-nations, face à l'Australie puis les Springboks. Il est retenu dans le groupe des joueurs néo-zélandais disputant la coupe du monde 2007 qui se déroule en France. Il dispute cinq rencontres, face à l'Italie, le Portugal, l'Écosse, la Roumanie et la France en quart de finale au Millennium Stadium de Cardiff, rencontre remportée par les Français sur le score de 20 à 18.

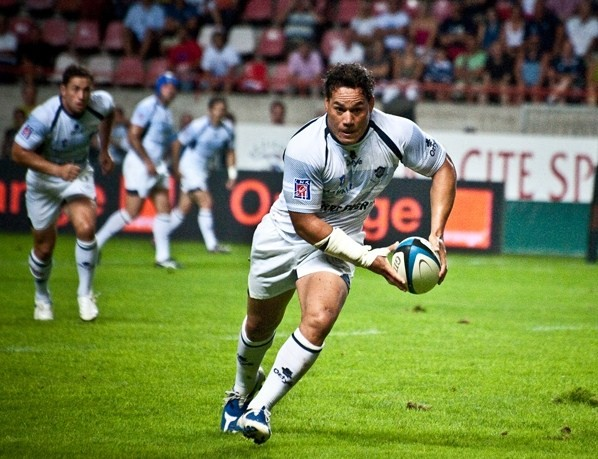
Chris Masoe avec le Castres olympique en 2012 est élu meilleur joueur du Top 14.

En juillet 2008, le club français du Castres olympique annonce la signature de Chris Masoe pour un contrat de deux ans.
Avec ce dernier club, Masoe dispute deux quarts de finale du Top14, lors de la saison 2009-2010 contre le Stade toulousain, puis contre le Montpellier Hérault Rugby Club lors de l'édition suivante. Lors de la saison 2011-2012, le club atteint les demi-finales, s'inclinant face au Stade toulousain.
En novembre 2010, il est invité avec les Barbarians français pour jouer un match contre les Tonga au Stade des Alpes à Grenoble. Ce match est aussi le jubilé de Jean-Baptiste Elissalde. Les Baa-Baas s'inclinent 27 à 28.
En octobre 2012, il est désigné par ses pairs meilleur joueur de Top 14 pour la saison 2011-2012. 
Priorité du Rugby club toulonnais et de Bernard Laporte, son entraîneur, selon le président Mourad Boudjellal, Chris Masoe rejoint le club varois pour la saison 2012-2013. Avec celui-ci, il remporte un premier titre dès sa première saison en remportant la coupe d'Europe face à Clermont,. Il dispute une autre finale, celle du Top 14, le club varois s'inclinant face à Castres, l'ancien club de Masoe sur le score de 19 à 14.
Lors de la saison suivante, il se blesse au genou lors d'un match de coupe d'Europe. Cette blessure, rupture du ligament latéral externe, le prive de la fin de saison. Il obtient toutefois un titre de champion de France, le club varois prenant sa revanche face à Castres. Toulon remporte également la coupe d'Europe, s'imposant face aux Anglais de Saracens. Masoe dispute quatre rencontres dans cette compétition avant sa blessure, inscrivant un essai.
Il est de nouveau présent pour la saison suivante, où le club toulonnais a pour ambition de conserver ses deux titres. Masoe participe à huit des neuf matchs de la coupe d'Europe, dont les trois rencontres de la phase finale, face aux London Wasps, le Leinster et Clermont en finale. Toulon s'impose sur le score de 24 à 18 et devient le premier club à remporter le trophée trois fois consécutivement. La demi-finale du Top 14 est perturbée par l'annonce, le jour même, du décès de Jerry Collins. Masoe décide d'honorer la mémoire de son cousin en arborant lors de la rencontre une coiffure identique à Collins, coupé court sur les côtés et blond sur le dessus. Le stade français s'impose finalement sur le score de 33 à 16.
En juin 2015, il officialise son départ pour le club parisien du Racing 92 où il retrouve ses entraineurs de Castres, Laurent Labit et Laurent Travers. En 2016, il remporte le titre de Champion de France avec le club francilien. Il dispute son dernier match avec le Racing 92 le 28 mai 2017 en demi-finale du Top 14 contre l'ASM Clermont Auvergne au Stade Vélodrome de Marseille devant 64 123 spectateurs (victoire 31 à 37 de Clermont). À la fin du match, Chris Masoe marque deux essais mais le Racing 92 ne pouvant plus remporter la demi-finale, ses coéquipiers lui laissent symboliquement taper la transformation pour son dernier match et il inscrit alors la seule transformation de sa carrière.
Le 31 mai 2017, il est sélectionné par Vern Cotter pour jouer le dernier match de sa carrière avec les Barbarians qui affrontent l'Ulster à Belfast le 1er juin. Remplaçant en Irlande, les Baa-Baas britanniques parviennent à s'imposer 43 à 28.

### L'après carrière
En 2017, après sa carrière de joueur, il intègre le staff de son dernier club, le Racing 92, comme responsable des techniques individuelles pour le groupe professionnel et le centre de formation. En décembre 2017, à la suite du départ de Ronan O'Gara du club, il est nommé entraîneur de la défense,. En 2020, il n'est pas conservé au sein de l'encadrement parisien.

## Carrière

### En province
- 1999-2000 : Wanganui
- 2001-2005 : Taranaki
- 2006-2008 : Wellington Lions

### En franchise
- 2002-2008 : Hurricanes

### En club
- 2008-2012 : Castres olympique
- 2012-2015 : RC Toulon
- 2015-2017 : Racing 92

## Palmarès

### En club
Chris Masoe dispute et remporte les coupe d'Europe 2012-2013 et 2014-2015. Il remporte également le titre européen de la saison 2013-2014, où il dispute quatre rencontres avant d'être blessé. Durant cette dernière saison à Toulon, il remporte également le Top 14.
En 2016, il remporte le Top 14 avec le Racing 92.

### En équipe nationale
Chris Masoe remporte à deux reprises le tournoi des Tri-nations en 2006 et en 2007 avec la Nouvelle-Zélande. 

### Distinctions personnelles
- Joueur néo-zélandais de l'année de rugby à VII en 2002
- Élu meilleur joueur du Top 14 de la saison 2011-2012 lors de la neuvième Nuit du rugby[23]

## Statistiques

### En clubs ou franchises
Chris Masoe dispute 62 matches avec les Hurricanes : cinq en 2003, onze en 2004, douze en 2005, quinze en 2006, six en 2007, treize en 2008.
Il inscrit huit essais, un en 2005, deux en 2006, un en 2007 et quatre en 2008.
Avec le Castres olympique, il participe à quatre saisons : en 2008-2009, il dispute 17 matchs et trois matchs de coupe d'Europe, où il inscrit un essai. La saison suivante, il dispute 25 rencontres de Top 14 et inscrit six essais. En 2010-2011, il dispute 26 rencontres de Top 14 pour quatre essais et quatre rencontres de coupe d'Europe, un essai. Lors de sa dernière saison, il dispute 27 rencontres et marque quatre essais en Top 14 et quatre rencontres, un essai, en coupe d'Europe.
Avec le Rugby club toulonnais, ses statistiques sont de 24 rencontres disputées en 2012-2013, et deux essais marqués. En 2013-2014, il joue lors de onze matchs en Top 14 et quatre en coupe d'Europe, où il inscrit un essai. Lors de la saison 2014-2015, il dispute 23 rencontres et inscrit quatre essais en Top 14 et huit rencontres de coupe d'Europe.

### Sélections nationales

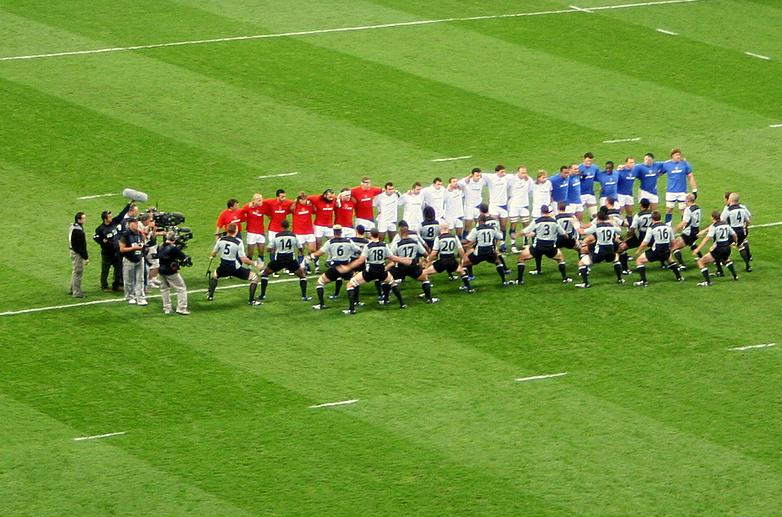
Quart-de-finale France - All Blacks en 2007.

Chris Masoe compte 20 sélections avec l'équipe de Nouvelle-Zélande, dont dix en tant que titulaire, depuis le 5 novembre 2005 à Cardiff face au équipe du Pays de Galles. Il inscrit trois essais, pour un total de quinze points.
Parmi ces sélections, il compte sept sélections dans le Tri-nations. Il participe à deux éditions, en  2006 et 2007 ou il remporte les deux titres.
Chris Masoe dispute une édition de la coupe du monde, en coupe du monde 2007 où il affronte l'Italie, le Portugal, l'Écosse, la Roumanie et la France. Il dispute ainsi un total de cinq rencontres et inscrit deux essais.
Chris Masoe joue avec l’équipe de Nouvelle-Zélande de rugby à VII durant la saison 2001-2002.